# Martin LaSalle
Pour les articles homonymes, voir Lasalle.
Martín Luis Lasalle Supervielle, dit Martin LaSalle (1935-2018), est un acteur franco-mexicain.

## Biographie

### Carrière
Il est connu principalement pour son rôle dans le film Pickpocket de Robert Bresson (1959). Ce rôle marque d'une empreinte profonde la carrière du comédien. Après avoir participé au film de Robert Frank OK End Here, en 1963, tourné à New York, Lasalle mène ensuite une carrière d'acteur au Mexique.

### Vie privée
Martin LaSalle est le neveu de Jules Supervielle. Marié à une Américaine, il a deux enfants.

## Filmographie
- 1959 : Pickpocket, de Robert Bresson : Michel
- 1963 : Ok End Here, de Robert Frank : rôle principal
- 1967 : Acteón, de Jorge Grau
- 1971 : Las puertas del paraíso, de Salomón Laiter
- 1971 : Pubertinaje, de José Antonio Alcaraz, Pablo Leder, Luis Urias
- 1972 : Muñeca reina, de Sergio Olhovich : Alfredo
- 1973 : John Reed, Mexico insurgente, de Paul Leduc
- 1973 : En ces années-là, de Felipe Cazals, Mario Lorca : Duque de Morey
- 1973 : La mansión de la locura de Juan López Moctezuma : Julien Couvier
- 1974 : El señor de Osanto, de Jaime Humberto Hermosillo
- 1974 : El santo oficio, de Arturo Ripstein : Díaz Márquez
- 1974 : Presagio, de  Luis Alcoriza : Anciano
- 1975 : El infierno tan temido, de Rafael Montero
- 1977 : Alucarda, de Juan López Moctezuma : Brother Felipe
- 1977 : Deseos, de Rafael Corkidi
- 1978 : Cananea, de Marcela Fernández Violante : Mr. Curtis
- 1978 : Les Abeilles, de Alfredo Zacarías : Representative at the United Nations - Saudi Arabia
- 1978 : El servicio, de Alberto Cortés
- 1978 : Cosas de mujeres, de Rosa Martha Fernandez
- 1979 : Niebla, de Diego López Rivera
- 1979 : Parto solar 5, de Susana Dultzin, Raúl Kamffer, Katia Mandoki, Jorge Pérez Grovas
- 1979 : El año de la peste, de Felipe Cazals : Diplomate
- 1980 : Cabo Blanco, de J. Lee Thompson : Aparicio
- 1980 : Mystère, de Marcela Fernández Violante : Invité 1
- 1980 : Les Chiens de guerre, de John Irvin : Customs Officer
- 1981 : La leyenda de Rodrígo, de Julián Pablo
- 1981 : La seducción, de Arturo Ripstein
- 1981 : Ora sí tenemos que ganar, de Raúl Kamffer
- 1982 : Missing - Porté disparu, de Costa-Gavras : Paris
- 1982 : Sorceress, de Jack Hill : Krona
- 1982 : La casa de Bernarda Alba, de Gustavo Alatriste
- 1982 : Aquel famoso Remington, de Gustavo Alatriste
- 1983 : Los renglones torcidos de Dios, de Tulio Demicheli : Dr. Dorantes / García del Olmo
- 1983 : Under Fire, de Roger Spottiswoode : Commandante Cinco
- 1983 : Todo un hombre, de Rafael Villaseñor Kuri : Docteur
- 1984 : Le diable et la dame, ou l'itinéraire de la haine, de Ariel Zúñiga
- 1984 : Toy Soldiers, de David Fisher : Father Esparza
- 1985 : Alamo Bay, de Louis Malle : Luis
- 1985 : Historias violentas, de Carlos García Agraz, Daniel González Dueñas, Diego López Rivera, Gerardo Pardo, Víctor Saca
- 1985 : Damian, de Felipe Cazals
- 1987 : Noche de Calífas, de José Luis García Agraz
- 1987 : À la poursuite de Lori, de Steven Liserer : Prisonnier
- 1988 : The Penitent, de Cliff Osmond : Miguel
- 1988 : Buster, de David Green (en)  : le serveur mexicain
- 1988 : Sor Juana Inez de la cruz, de Nicolás Echevarría
- 1989 : Romero, de John Duigan : Bishop Rivera y Damas
- 1989 : Goitia, un dios para sí mismo, de Diego López Rivera : padre de Goitia
- 1989 : The Assassin, de Jon Hess : Dr. Lopez
- 1990 : Morir en el golfo, de Alejandro Pelayo : Le directeur du journal
- 1998 : La otra conquista, de Salvador Carrasco : Fraile Superior
- 1999 : Segundo siglo, de Jorge Bolado : Le pickpocket
- 2000 : Pilgrim, de Harley Cokeliss : Doc Anderson
- 2000 : Sofía, de Alan Coton : Padre Toño
- 2006 : La última mirada, de Patricia Arriaga-Jordán : Don Jaime
- 2007 : Ópera, de Juan Patricio Riveroll
- 2007 : Mejor es que Gabriela no se muera, de Sergio Umansky Brener : Justino
- 2007 : Morirse está en Hebreo, de Alejandro Springall : Isaac Fischer
- 2008 : Cinq jours sans Nora de Mariana Chenillo : Rabbin Kolatch